# Iwogumoa xinhuiensis
Iwogumoa xinhuiensis är en spindelart som först beskrevs av Chen 1984.  Iwogumoa xinhuiensis ingår i släktet Iwogumoa och familjen mörkerspindlar. Inga underarter finns listade i Catalogue of Life.